# The Sunsets
The Sunsets was een Vlaams accordeonduo dat actief was tussen 2009 en 2016. Het duo bestond aanvankelijk uit Annelies Winten en Matthias Lens. Na het vertrek van Lens in 2011 ging Winten verder met Johan Veugelers.

## Biografie
The Sunsets werd opgericht in 2009. Het eerste optreden vond dat jaar plaats tijdens het Schlagerfestival. Hun debuutalbum The Sunsets stond drie weken op nummer 1 van de Vlaamse albumlijst en ging meer dan 90.000 keer over de toonbank. Ook het tweede album, Fiësta, bereikte de eerste plaats en werd onderscheiden met platina.
Begin 2011 kregen Winten en Lens te maken met artistieke meningsverschillen, waarna Lens besloot om een solocarrière te beginnen. De Nederlander Johan Veugelers nam zijn plaats in. De vervanging had nauwelijks invloed op het succes van The Sunsets, want ook de hieropvolgende albums bereikten in Vlaanderen de top 10.
In november 2015 werd het afscheid van The Sunsets aangekondigd. Winten en Veugelers bleven echter met elkaar samenwerken in de formatie De Stoempers, waar zij samen met Ive Rénaarts en Kurt Crabbé deel van uitmaken. Het laatste optreden van The Sunsets vond plaats op 7 februari 2016 op de kermis van Zoersel.

## Discografie

### Albums
| Album met hitnotering(en) in de Vlaamse Ultratop 200 albums | Datum van verschijnen | Datum van binnenkomst | Hoogste positie | Aantal weken | Opmerkingen               |
| ----------------------------------------------------------- | --------------------- | --------------------- | --------------- | ------------ | ------------------------- |
| The Sunsets                                                 | 2009                  | 11-04-2009            | 1 (3wk)         | 49           | 2x Platina                |
| Fiesta                                                      | 2010                  | 10-04-2010            | 1 (2wk)         | 26           | Platina                   |
| Viva The Sunsets                                            | 2011                  | 05-03-2011            | 6               | 15           | Goud                      |
| Route du soleil                                             | 2011                  | 23-07-2011            | 5               | 14           | Goud                      |
| Feestbox 2                                                  | 2011                  | 24-12-2011            | 78              | 4            | Fiesta & Viva The Sunsets |
| Vlaamse klassiekers                                         | 2012                  | 21-07-2012            | 3               | 25           |                           |
| Accordeon toppers                                           | 2013                  | 30-03-2013            | 6               | 27           |                           |

### Singles
| Single met hitnotering(en) in de Vlaamse Ultratop 50 | Datum van verschijnen | Datum van binnenkomst | Hoogste positie | Aantal weken | Opmerkingen                                             |
| ---------------------------------------------------- | --------------------- | --------------------- | --------------- | ------------ | ------------------------------------------------------- |
| Deze nacht mag eeuwig duren                          | 2010                  | 06-11-2010            | 19              | 5            | met Lindsay Nr. 2 in de Vlaamse Top 10                  |
| Mijn nr. 1                                           | 2011                  | 02-07-2011            | 18              | 4            | met Christoff Nr. 1 in de Vlaamse Top 10                |
| De heuveltjes van Erika                              | 2012                  | -                     | tip15           | -            | met Bart Van den Bossche Nr. 6 in de Vlaamse Top 10     |
| Feesten met de Sam                                   | 2013                  | -                     | tip14           | -            | met Sam Gooris & Frans Bauer Nr. 1 in de Vlaamse Top 10 |
| Die mooie ogen                                       | 2013                  | -                     | -               | -            | met Django Wagner                                       |